# Comuni della Guinea
I comuni della Guinea, o sottoprefetture (in francese sous-prefectures), sono la suddivisione amministrativa di terzo livello della Guinea. Al 2009 c'erano 303 comuni rurali e 38 urbani, 5 dei quali compongono l'area urbana di Conakry: Kaloum, Dixinn, Matam, Ratoma e Matoto.

## Lista

### Regione di Boké

#### Prefettura di Boffa
- Boffa
- Colia
- Douprou
- Koba-Tatema
- Lisso
- Mankountan
- Tamita
- Tougnifili

#### Prefettura di Boké
- Bintimodiya
- Boké
- Dabiss
- Kamsar
- Kanfarandé
- Kolaboui
- Malapouyah
- Sangarédi
- Sansalé
- Tanéné

#### Prefettura di Fria
- Baguinet
- Banguingny
- Fria
- Tormelin

#### Prefettura di Gaoual
- Foulamory
- Gaoual
- Kakony
- Koumbia
- Kounsitel
- Malanta
- Touba
- Wendou M'Bour

#### Prefettura di Koundara
- Guingan
- Kamaby
- Koundara
- Sambailo
- Saréboido
- Termesse
- Youkounkoun

### Regione di Faranah

#### Prefettura di Dabola
- Arfamoussaya
- Banko
- Bissikrima
- Dabola
- Dogomet
- Kankama
- Kindoyé
- Konindou
- N'Déma

#### Prefettura di Dinguiraye
- Banora
- Dialakoro
- Diatiféré
- Dinguiraye
- Gagnakali
- Kalinko
- Lansanya
- Sélouma

#### Prefettura di Faranah
- Banian
- Beindou
- Faranah
- Gnaléah
- Hérémakonon
- Kobikoro
- Marela
- Passayah
- Sandéniah
- Songoyah
- Tiro

#### Prefettura di Kissidougou
- Albadaria
- Banama
- Bardou
- Beindou
- Fermessadou-Pombo
- Firawa
- Gbangbadou
- Kissidougou
- Kondiadou
- Manfran
- Sangardo
- Yendé-Millimou
- Yombiro

### Regione di Kankan

#### Prefettura di Kankan
- Balandougou
- Bate-Nafadji
- Boula
- Gbérédou-Baranama
- Kanfamoriyah
- Kankan
- Koumban
- Mamouroudou
- Missamana
- Moribayah
- Sabadou-Baranama
- Tinti-Oulen
- Tokounou

#### Prefettura di Kérouané
- Banankoro
- Damaro
- Kérouané
- Komodou
- Kounsankoro
- Linko
- Sibiribaro
- Soromaya

#### Prefettura di Kouroussa
- Babila
- Balato
- Banfélé
- Baro
- Cisséla
- Douako
- Doura
- Kiniéro
- Komola-Koura
- Koumana
- Kouroussa
- Sanguiana

#### Prefettura di Mandiana
- Balandougouba
- Dialakoro
- Faralako
- Kantoumania
- Kiniéran
- Koundian
- Koundianakoro
- Mandiana
- Morodou
- Niantania
- Saladou
- Sansando

#### Prefettura di Siguiri
- Bankon
- Doko
- Franwalia
- Kiniébakoura
- Kintinian
- Maléa
- Naboun
- Niagassola
- Niandankoro
- Norassoba
- Nounkounkan
- Siguiri
- Siguirini

### Regione di Kindia

#### Prefettura di Coyah
- Coyah
- Kouriah
- Manéah
- Wonkifong

#### Prefettura di Dubréka
- Badi
- Dubréka
- Falessade
- Khorira
- Ouassou
- Tanéné
- Tondon

#### Prefettura di Forécariah
- Alassoya
- Benty
- Farmoriah
- Forécariah
- Kaback
- Kakossa
- Kallia
- Maférinya
- Moussaya
- Sikhourou

#### Prefettura di Kindia
- Bangouyah
- Damankanyah
- Friguiagbé
- Kindia
- Kolenté
- Madina-Oula
- Mambia
- Molota
- Samayah
- Souguéta

#### Prefettura di Télimélé
- Bourouwal
- Daramagnaky
- Gougoudjé
- Koba
- Kollet
- Konsotamy
- Missira
- Santou
- Sarékaly
- Sinta
- Sogolon
- Tarihoye
- Télimélé
- Thionthian

### Regione di Labé

#### Prefettura di Koubia
- Fafaya
- Gadha-Woundou
- Koubia
- Matakaou
- Missira
- Pilimini

#### Prefettura di Labé
- Dalein
- Daralabe
- Diari
- Dionfo
- Garambé
- Hafia
- Kaalan
- Kouramangui
- Labé
- Noussy
- Popodara
- Sannou
- Tountouroun

#### Prefettura di Lélouma
- Balaya
- Djountou
- Hérico
- Korbé
- Lafou
- Lélouma
- Linsan
- Manda
- Parawol
- Sagalé
- Tyanguel-Bori

#### Prefettura di Mali
- Balaki
- Donghol-Sigon
- Dougountouny
- Fougou
- Gayah
- Hidayatou
- Lébékére
- Madina-Wora
- Mali
- Salambandé
- Téliré
- Touba
- Yimbéring

#### Prefettura di Tougué
- Fatako
- Fello-Koundoua
- Kansangui
- Koin
- Kolangui
- Kollet
- Konah
- Kouratongo
- Tangali
- Tougué

### Regione di Mamou

#### Prefettura di Dalaba
- Bodié
- Dalaba
- Ditinn
- Kaala
- Kankalabé
- Kébali
- Koba
- Mafara
- Mitty
- Mombéyah

#### Prefettura di Mamou
- Bouliwel
- Dounet
- Gongoret
- Kégnéko
- Konkouré
- Mamou
- Nyagara
- Ouré-Kaba
- Porédaka
- Saramoussaya
- Soyah
- Téguéréya
- Timbo
- Tolo

#### Prefettura di Pita
- Bantignel
- Bourouwal-Tappé
- Dongol-Touma
- Gongore
- Ley-Miro
- Maci
- Ninguélandé
- Pita
- Sangaréah
- Sintali
- Timbi-Madina
- Timbi-Touny

### Regione di Nzérékoré

#### Prefettura di Beyla
- Beyla
- Boola
- Diara-Guerela
- Diassodou
- Fouala
- Gbakedou
- Gbessoba
- Karala
- Koumandou
- Moussadou
- Nionsomoridou
- Samana
- Sinko
- Sokourala

#### Prefettura di Guéckédou
- Bolodou
- Fangamadou
- Guéckédou
- Guendembou
- Kassadou
- Koundou
- Nongoa
- Ouéndé-Kénéma
- Tekoulo
- Termessadou-Dibo

#### Prefettura di Lola
- Bossou
- Foumbadou
- Gama
- Guéassou
- Kokota
- Lain
- Lola
- N'Zoo
- Tounkarata

#### Prefettura di Macenta
- Balizia
- Binikala
- Bofossou
- Daro
- Fassankoni
- Kouankan
- Koyamah
- Macenta
- N'Zébéla
- Ourémai
- Panziazou
- Sengbédou
- Sérédou
- Vassérédou
- Watanka

#### Prefettura di Nzérékoré
- Bounouma
- Gouécké
- Kobéla
- Koropara
- Koulé
- Nzérékoré
- Palé
- Samoé
- Soulouta
- Womey
- Yalenzou

#### Prefettura di Yomou
- Banié
- Bheeta
- Bignamou
- Bowé
- Diécké
- Péla
- Yomou